# Послание к Галатам
Посла́ние к Гала́там (др.-греч. Ἐπιστολὴ πρὸς Γαλάτας, лат. Epistula ad Galatas) — книга Нового Завета, написанная апостолом Павлом и адресованная христианской общине Галатии, которую он учредил во время 2-го апостольского путешествия (Деян. 16:6). 

## История
Авторство апостола Павла признавалось в древней христианской традиции единодушно, его удостоверяют Игнатий Антиохийский, Ириней Лионский, Климент Александрийский, Тертуллиан и др. По одним данным, послание написано в 48 году в Антиохии после 1-го апостольского путешествия и таким образом может считаться самым ранним посланием апостола Павла. Она основана на «северо-галатийской теории» и принята среди немецких теологов. По другой версии, послание датируется 56 годом и написано в Эфесе. Епископ Кассиан (Безобразов) отмечает сходство идей этого послания с посланием к Римлянам и обращает внимание, что послание было написано уже после апостольского собора (2:1)

## Содержание
Послание к Галатам уделяет внимание обряду обрезания (5:2). В послании христиане из язычников и иудеев уравниваются перед Богом (3:28). Павел настаивает на оправдании не «делами закона» (греч. ἔργων νόμου), а «только верою» (греч. διὰ πίστεως) в Иисуса Христа (2:16). Также послание содержит ряд биографических моментов: фарисейское прошлое, обращение, знакомство с апостолом Петром (1:18), 1-е апостольское путешествие, спор с Петром (2:14).
В богословском плане Павел утверждает любовь к ближнему (5:14) и отделяет «дела плоти» (греч. ἔργα τῆς σαρκός) от «плодов духа» (5:22).

## Цитаты
- Что посеет человек, то и пожнёт: сеющий в плоть свою от плоти пожнёт тление, а сеющий в дух от духа пожнёт жизнь вечную. (6:7-8)